# Río Marmelos

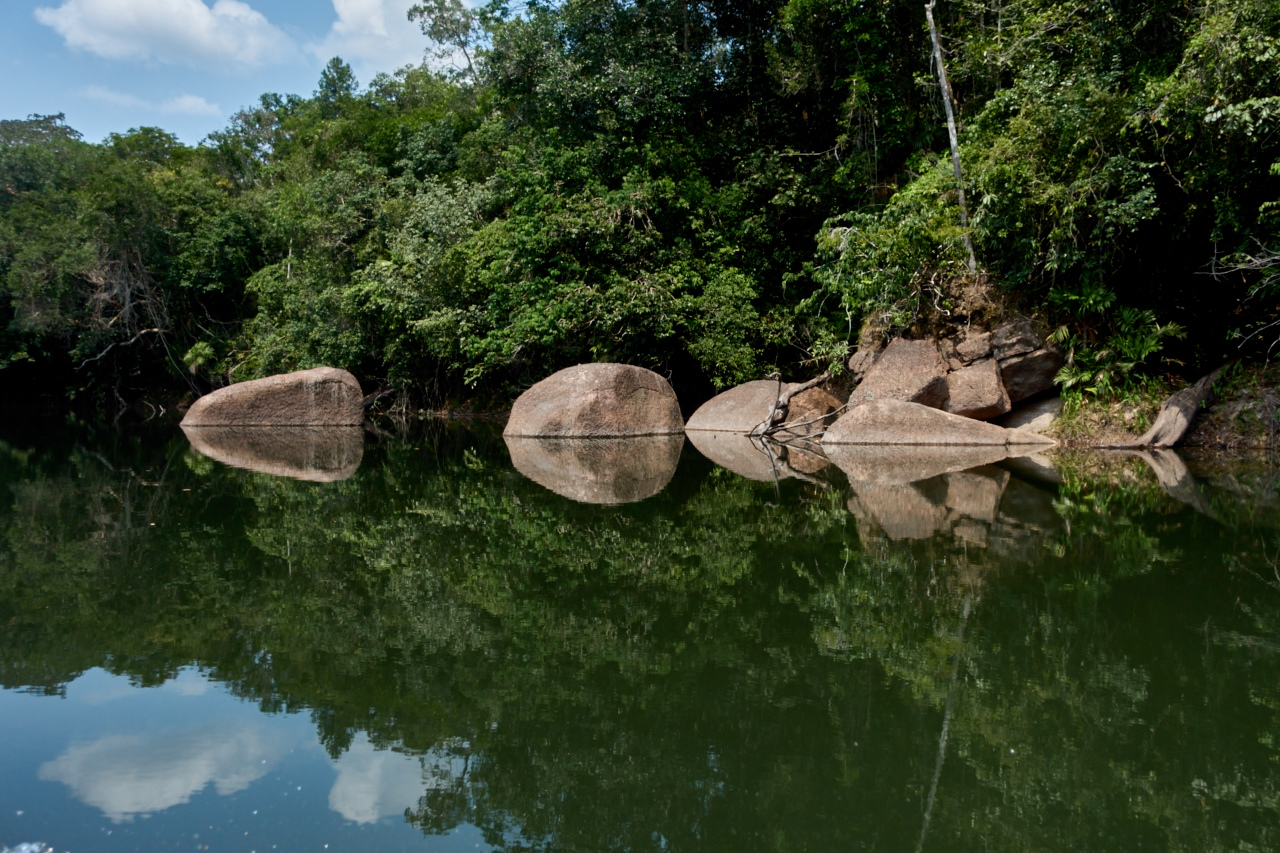
Río Marmelos

El río Marmelos  es un río amazónico brasileño, un afluente del río Madeira, que discurre íntegramente por el estado de Amazonas (en el 
municipio de Humaitá). Tiene una longitud de 510 km.

## Geografía
El río Marmelos nace en la parte meridional del estado de Amazonas, en la frontera con el estado de Rondonia. Las fuentes del río están en el territorio indígena Tenharim/Transmazônica, donde también nacen dos de sus principales afluentes, el río Branco y el río Maici. El río Marmelos discurre en dirección norte, siguiendo un curso casi paralelo al de sus tributarios, y desemboca finalmente en el río Madeira. 
En su curso alto el río es atravesado por la carretera Transmazônica (BR-230) y luego recibe el río Branco. Sigue a continuación un tramo caudaloso y accidentado, con las cachoeiras de Palmeiras y Jutai. Luego bordea por el oeste el territorio indígena de Pirahã, en un tramo en que recibe al río Sepoti, por la derecha, y casi en la desembocadura, al río Maici, por la izquierda. Desagua en un tramo navegable del río Madeira, aguas abajo Auxiliadora.
El río en su curso bajo, es un río muy meándrico.